# 西班牙人联盟体育俱乐部
西班牙人联盟体育俱乐部（Unión Española，又譯作西班牙聯盟、西班牙人聯隊）是智利足球俱乐部，位于圣地亚哥。球队赢得过全国联赛冠军和智利杯冠军两次。

## 球队历史
西班牙人联合队是由一群西班牙移民创建于1897年5月18日的。在球队历史中1975年曾打入过南美解放者杯决赛，最终输给了独立队。
俱乐部的主体育场为智利最古老的体育场圣劳拉体育场，球场建于1922年。

## 球队荣誉

### 国内荣誉
- 智利足球甲级联赛
  - 冠军 (6次):1943年,1951年,1973年,1975年,1977年,2005年 (春季联赛)
- 智利杯
  - 冠军 (3次):1947, 1992, 1993
- 智利足球乙级联赛
  - 冠军 (1次): 1999年
- 智利超級盃
  - 冠军 (1次): 2013年

### 国际荣誉
- 南美解放者杯
  - 亚军 (1): 1975年

## 球队赞助
- Diadora

- Beer Cristal Chile （页面存档备份，存于）